# Wierzbiczany (województwo wielkopolskie)
Wierzbiczany – wieś w Polsce, położona w województwie wielkopolskim, w powiecie gnieźnieńskim, w gminie Gniezno, nad Jeziorem Wierzbiczańskim.
Wieś duchowna, własność arcybiskupstwa gnieźnieńskiego, pod koniec XVI wieku leżała w powiecie gnieźnieńskim województwa kaliskiego. W latach 1975–1998 miejscowość należała administracyjnie do województwa poznańskiego. Według danych z 2011 roku wieś zamieszkiwało 229 osób.